# Du som i alltets mitt har ställt
Du som i alltets mitt har ställt är en psalm med text skriven 1968 av Anders Frostenson. Musiken är svensk från 1697.

## Koralbearbetningar
- Du som i alltets mitt har ställt ur Fastekoraler av Bengt-Göran Sköld.[1]

## Publicerad som
- Nr 438 i Den svenska psalmboken 1986 under rubriken "Fastan".